# Ван-Бюрен (Індіана)
Ван-Бюрен (англ. Van Buren) — місто (англ. town) в США, в окрузі Грант штату Індіана. Населення — 790 осіб (2020).

## Географія
Ван-Бюрен розташований за координатами 40°36′57″ пн. ш. 85°30′14″ зх. д. / 40.61583° пн. ш. 85.50389° зх. д. (40.615748, -85.503922).  За даними Бюро перепису населення США в 2010 році місто мало площу 1,51 км², уся площа — суходіл.

## Демографія
Згідно з переписом 2010 року, у місті мешкали 864 особи в 357 домогосподарствах у складі 241 родини. Густота населення становила 571 особа/км².  Було 401 помешкання (265/км²).
Расовий склад населення:
| - 98,0 % — білих - 0,3 % — азіатів - 0,2 % — корінних американців |

До двох чи більше рас належало 1,0 %. Частка іспаномовних становила 0,9 % від усіх жителів.
За віковим діапазоном населення розподілялося таким чином: 26,6 % — особи молодші 18 років, 59,6 % — особи у віці 18—64 років, 13,8 % — особи у віці 65 років та старші. Медіана віку мешканця становила 38,6 року. На 100 осіб жіночої статі у місті припадало 88,6 чоловіків;  на 100 жінок у віці від 18 років та старших — 86,5 чоловіків також старших 18 років.
Середній дохід на одне домашнє господарство  становив 46 288 доларів США (медіана — 39 688), а середній дохід на одну сім'ю — 49 785 доларів (медіана — 42 404). Медіана доходів становила 40 357 доларів для чоловіків та 24 900 доларів для жінок. За межею бідності перебувало 16,1 % осіб, у тому числі 26,7 % дітей у віці до 18 років та 8,6 % осіб у віці 65 років та старших.
Цивільне працевлаштоване населення становило 413 особи. Основні галузі зайнятості: освіта, охорона здоров'я та соціальна допомога — 26,4 %, виробництво — 16,5 %, роздрібна торгівля — 14,8 %.